# 盛裝舞步

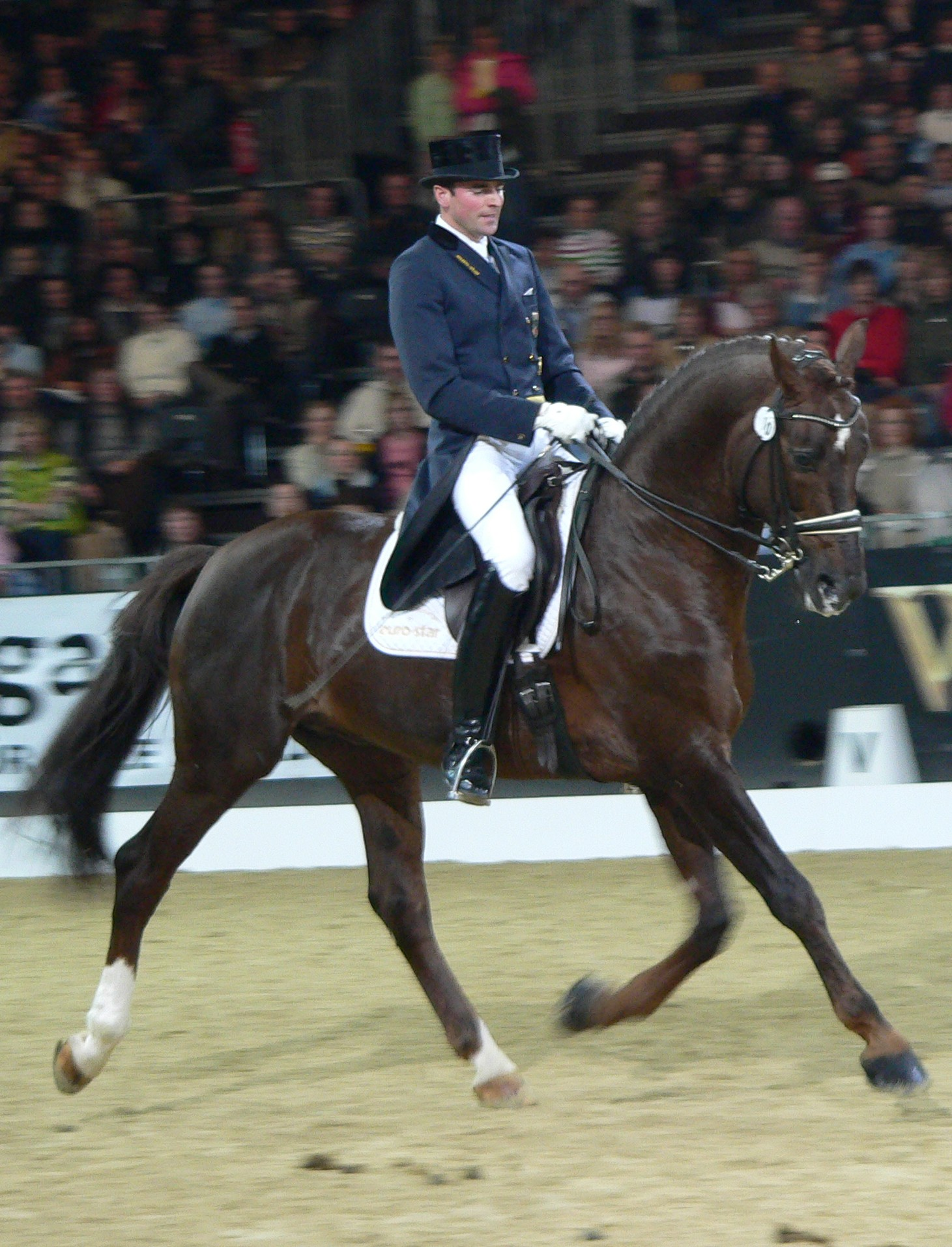
盛裝舞步

盛装舞步，這是由於盛裝舞步的比賽場地是於馬場之內。dressage一詞來自法語，是訓練的意思，其目的是要訓練馬匹的服從度，並聽從主人的指揮而做出動作，而且注重馬匹的前進氣勢（impulsion）及收縮（collection），屬於马术三项赛之一。在比赛中，骑手头戴黑色礼帽，身着燕尾服，脚穿高筒马靴，伴随着悠扬的旋律，驾驭马匹在规定时间内表演各种步伐，完成连贯流畅，规范性的动作。这个过程中，人馬合一，骑手和马匹之间展现出协调性，流畅洒脱的韵律，具有很高的观赏性和艺术性。選手要與馬匹共同進行三圈的比賽。

## 舞步
- 赛马的舞步大致分为停止、慢步、快步、跑步、后退、过渡、半停止（半减却）、变换里怀、图形、横向运动后肢旋转、帕沙齐、皮埃夫、收缩、顺从／推进、骑手的姿势和扶助等步伐。其中慢步分为缩短慢步、中间慢步、伸长慢步和自由慢步，快步分为缩短快步、工作快步、中间快步和伸长快步，跑步分为缩短跑步、工作跑步、中间跑步、伸长跑步、反对跑步、简单变脚和空中变脚，图形分为圆形、蛇形和八字形等。

## 外部連結
- Federation Equestre Internationale (FEI)
- US Equestrian Federation （页面存档备份，存于）
- US Dressage Federation （页面存档备份，存于）
- British Dressage （页面存档备份，存于）
- Dressage Canada （页面存档备份，存于）
- Equestrian Federation of Kazakhstan[永久] Russian – Equestrian Federation of Kazakhstan English
- Spanish Riding School （页面存档备份，存于）